# Coyolxauhqui

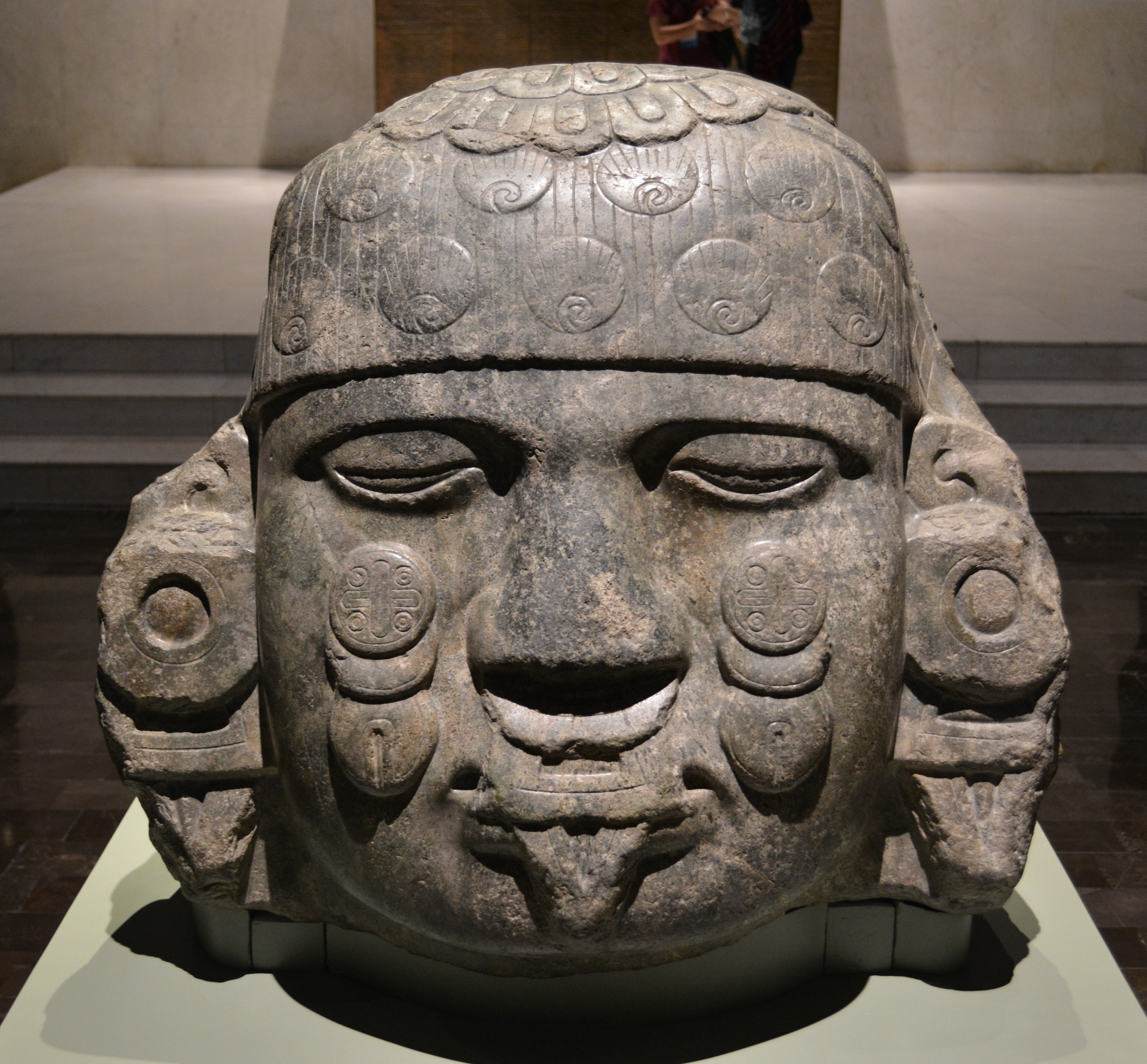
Głowa bogini Coyolxauhqui, ok. 1500 r., dioryt, 80 x 80 x 65 cm; Narodowe Muzeum Antropologiczne w Meksyku (Meksyk). Coyolxauhqui ma zamknięte oczy po ucięciu głowy przez jej brata Huitzilopochtli

Coyolxauhqui („Złote Dzwoneczki”) – w mitologii azteckiej bogini Księżyca.

## Charakterystyka
Coyolxauhqui była córką Coatlicue. Jej imię wzięło się stąd, że na policzkach nosiła ornament przedstawiający maleńkie dzwoneczki. Prócz tego przedstawiano ją z kolczykiem w nosie w kształcie księżyca.

## Coyolxauhqui w mitach
Coyolxauhqui jest bohaterką wielu mitów. Do najbardziej znanego należy mit o narodzinach Huitzilopochtli. W jednej z wersji tego mitu to właśnie ona ostrzegła matkę przed jej czterystu synami, którzy chcieli ją zabić. Huitzilopochtli, gdy wyszedł z łona matki i zaczął zabijać swych braci, niedoszłych jego zabójców, zabił przez przypadek i swoją siostrę. Fakt ten bardzo go zmartwił i po odcięciu jej głowy umieścił ją na nocnym niebie jako Księżyc. Inne źródła mówią, że jej głowa została umieszczona na szczycie góry Coatepec („Wężowej Góry”).

## Kamień Coyolxauhqui
Pod ruinami Wielkiej Piramidy (Templo Mayor) w Meksyku (dawnym Tenochtitlánie) znaleziono kamienny dysk przedstawiający nagą Coyolxauhqui z przepaską na biodrach, z odciętą głową, rękami i nogami. Odpowiada on wersji, wg której Huitzilopochtli zabił siostrę, jako swego głównego wroga, a scena ta była odgrywana w trakcie składania ofiar z ludzi dla Huitzilopochtli.

## Coyolxauhqui i inne jej postacie
Coyolxauhqui występowała także pod innym wcieleniem jako Tlazolteotl („Oczyszczająca Dusze”, „Pożeraczka Nieczystości”), czyli jako ta, która niszczy wszystko co negatywne i grzeszne na Ziemi. Inną jej postacią była bogini Ziemi Toci („Nasza Babka”) oraz bogini Księżyca Yohaulticetl.